# Clupeonella abrau
Clupeonella abrau és una espècie de peix pertanyent a la família dels clupeids. Els seus principals problemes són la introducció de 18 espècies exòtiques al llac on viu i l'extracció d'aigua (la qual cosa ha fet reduir el nivell del llac).

## Subespècies
- Clupeonella abrau abrau (Malyatskii, 1930)
- Clupeonella abrau muhlisi (Neu, 1934)[6][7]